# Orlando Bridgeman
Orlando Bridgeman (9 décembre 1649 - 20 avril 1701)  est un baronnet et homme politique anglais.

## Biographie
Bridgeman est le deuxième fils de Sir Orlando Bridgeman, 1er baronnet, et de sa deuxième épouse Dorothy, fille de John Saunders . Il fait ses études au Westminster College à partir de 1662 et, après deux ans, va au Magdalene College de Cambridge  . En 1669, Bridgeman est admis au barreau par l'Inner Temple .
Bridgeman entre à la Chambre des communes anglaise en 1669, après avoir remporté une élection partielle pour Horsham . Il représente la circonscription pendant les dix années suivantes jusqu'à la fin du Parlement cavalier en 1679. Le roi Charles II, le crée baronnet, de Ridley, dans le comté de Chester le 12 novembre 1673 .
En 1673, Bridgeman devient commissaire à l'évaluation dans le comté de Warwickshire, démissionnant en 1680 . Il occupe le même poste à Coventry pendant deux ans à partir de 1679 . De plus, il est commissaire des récusants en 1675, affecté au comté de Sussex . Bridgeman est élu membre de la Royal Society en 1696 .

## Famille
A vingt ans, il épouse Mary Cave le 28 septembre 1670 . Elle est la fille de Sir Thomas Cave, 1er baronnet et de quatre ans son cadet . Le couple a deux filles et un fils . Bridgeman est mort le 20 avril 1701 et sa femme meurt le 8 juin ; tous deux sont enterrés dans l'église paroissiale de St. Michael, Coventry, où une plaque est érigée en son honneur par son amie Eliza Samwell ,. En tant que cathédrale de Coventry, l'église est détruite pendant la Seconde Guerre mondiale.
Bridgeman est remplacé comme baronnet par son fils Orlando Bridgeman (2e baronnet) . Sa fille aînée Charlotte (1681-3 mars 1718) épouse Richard Symes de Blackheath en tant que seconde épouse en 1703 ,.
Sa fille cadette Penelope est la seconde épouse de Thomas Newport (1er baron Torrington), un fils cadet de Francis Newport (1er comte de Bradford), dont le titre est plus tard rétabli pour un descendant du frère aîné de Bridgeman, John .